# Зленко, Алексей Николаевич
Алексей Николаевич Зленко (02.12.1914 — 25.05.2007) — советский авиаконструктор, специалист в области авиамоторостроения. Лауреат Ленинской премии 1960 г. за участие в разработке и создании двигателя АИ-20 пассажирского самолёта Ил-18.

## Биография
Родился в Краснополье Краснопольского района Сумской области.
В 1941 году окончил Харьковский авиационный институт.
В 1941—1945 служил в РККА. Был помощником начальника артиллерийского снабжения 411 стрелковой дивизии. В 1942 году попал в плен, содержался в лагере Слобозия. После освобождения из плена служил вновь как стрелок 3-го офицерского штурмового батальона 481-го стрелкового полка 320-й стрелковой дивизии, был ранен, контужен. Награждён орденом Красной Звезды (1945) за действия при штурме и удержании в городе Буда.. В 1985 г. награждён орденом Отечественной войны II степени.
С 1946 г. — инженер-конструктор, ведущий конструктор, начальник отдела компрессоров опытно-конструкторского бюро № 478 (с 1967 г. Запорожское машиностроительное КБ «Прогресс»).
Кандидат технических наук.
Участвовал в доводке турбостартёра ТС-12 для турбовинтового двигателя НК-12. В его бригаде начинали свой трудовой путь на ЗМКБ Фёдор Муравченко, Виктор Чуйко. Зленко участвовал в расследовании причин катастрофы самолёта Ил-18.